# Cúpula de la Ascensión

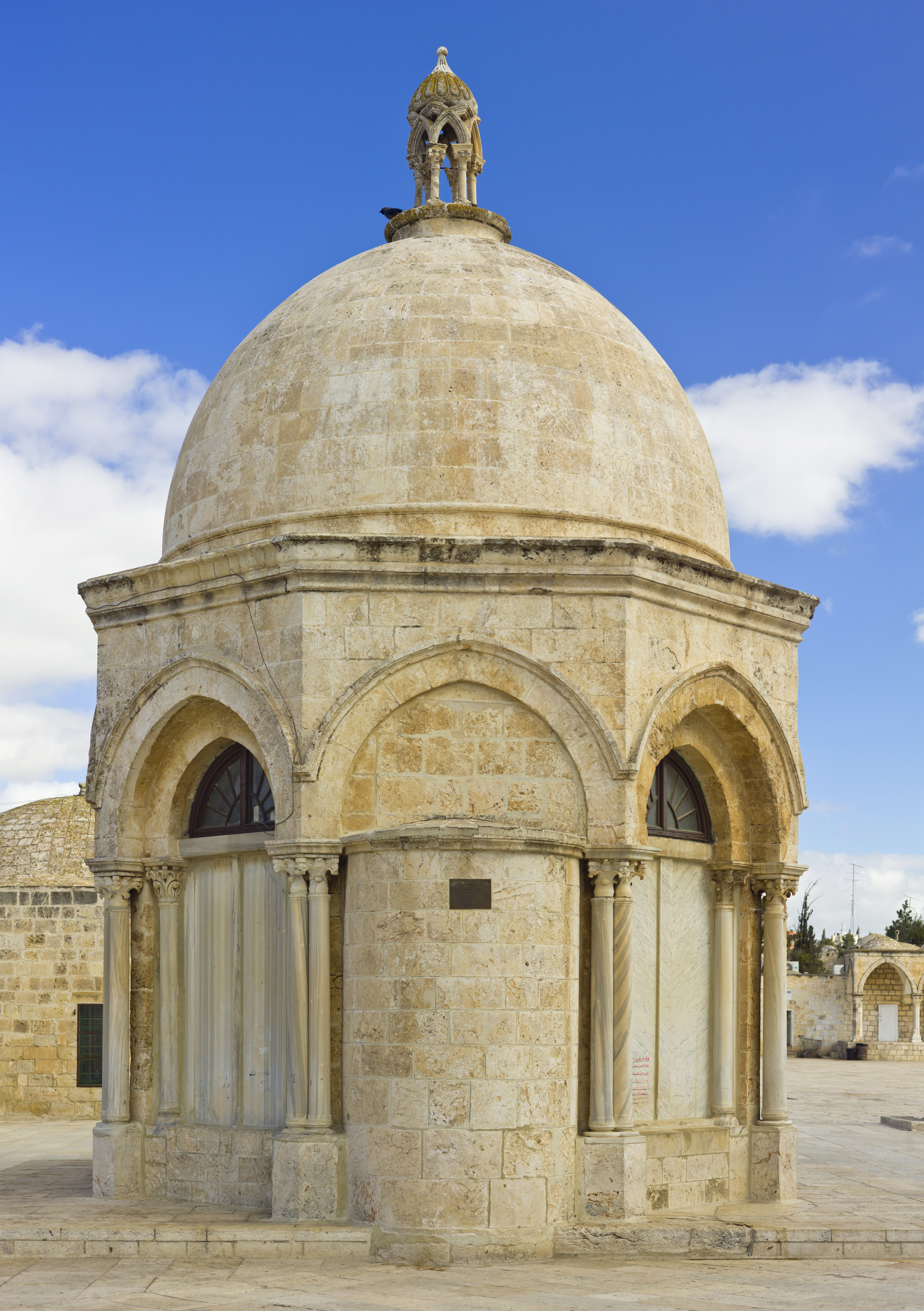
Domo de la Ascensión

La Cúpula de la Ascensión (en árabe: قبة المعراج‎:  Qubbat al-Miraj; hebreo כִּיפָּת הַעֲלִיָּיה, Kippat Ha'Aliyah ) es un pequeño edificio independiente en forma de cúpula construida por los cruzados que se encuentra al norte de la Cúpula de la Roca en el Monte del Templo en Jerusalén.

## Historia
Aunque se le llama la «Cúpula de la Ascensión» en árabe, y la tradición afirma que señala el punto desde el cual Mahoma ascendió a Cielo durante su «Viaje Nocturno», los eruditos concuerdan en que fue construida como parte del Templum Domini cristiano, probablemente como un baptisterio. Una inscripción árabe del año 1200-1201 describe que fue rededicada como un waqf.
La estructura y, notablemente, las columnas capitales son de estilo y construcción francas, pero algunas reparaciones o renovaciones fueron hechas durante o después del periodo de la dinastía ayubí.

## Arquitectura
La cúpula es una estructura pequeña  de forma octagonal por encima y rodeándola, soportada por treinta columnas de mármol. El domo está cubierto con losas de mármol entre las columnas de mármol que la mantienen en pie y hay una puerta de entrada en el costado norte de la edificación. Hay un mihrab en la parte del sur del domo. No se sabe cuándo o quién lo construyó.[cita requerida]
Fue renovado en 1200. Esta cúpula tiene una ornamentación en forma de corona en su punto más alto. Si bien la cúpula estaba cubierta de yeso con plomo, durante su reciente renovación las láminas de plomo fueron reemplazadas por losas de piedra.[cita requerida]

## Importancia Religiosa
La Cúpula de la Ascensión es parte de la ruta de oración musulmana.